# 天爐座矮星系
天爐座矮星系是一個位在天爐座的星系，是在1938年以反射望遠鏡被哈羅·沙普利發現於南非的博伊登天文台。天爐座矮星系是銀河系的衛星星系之一，它有六個球狀星團，其中最大的 NGC 1049甚至比星系本身更早發現。